# Schreibfeder

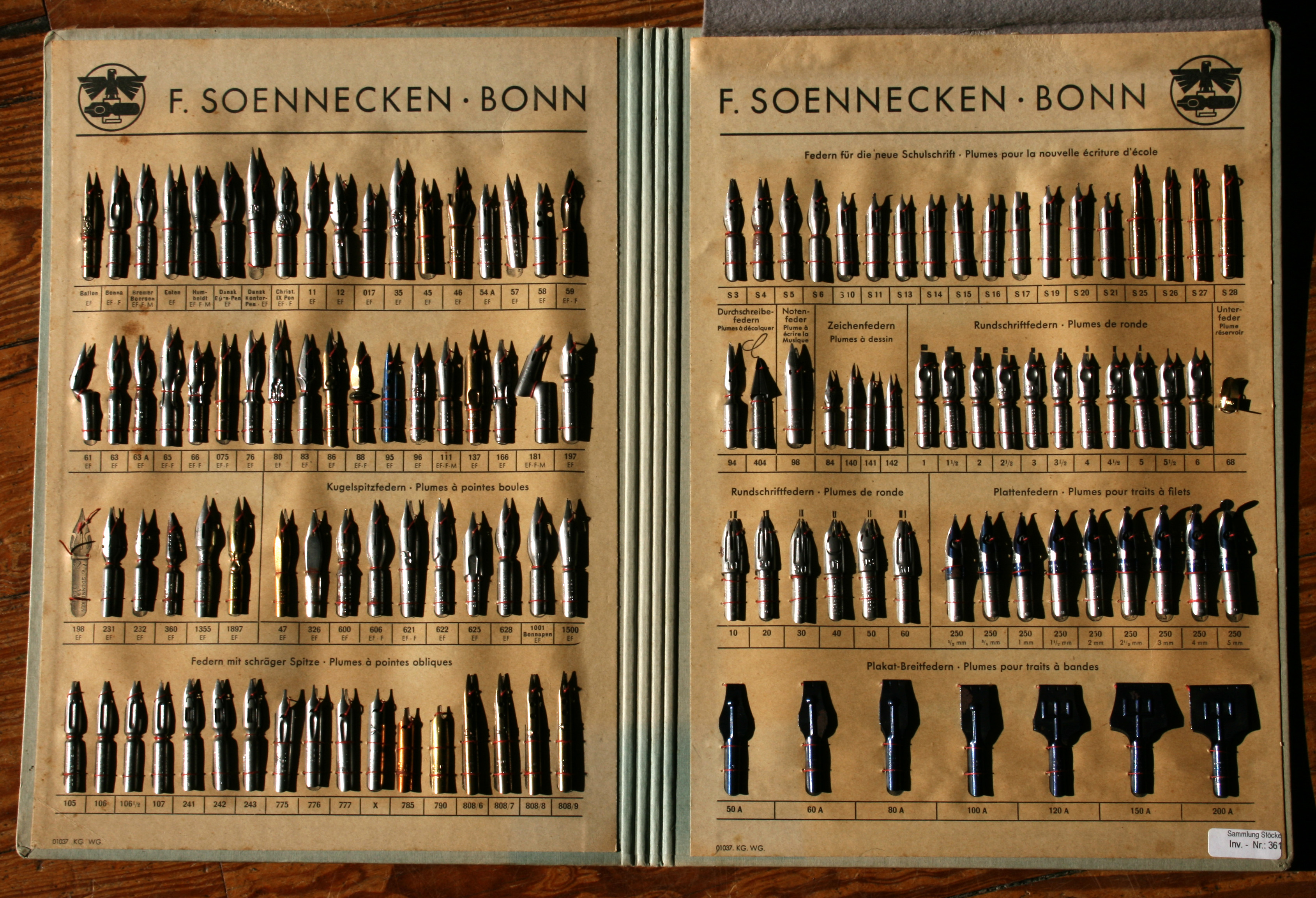
Schreibfedernsortiment von Soennecken

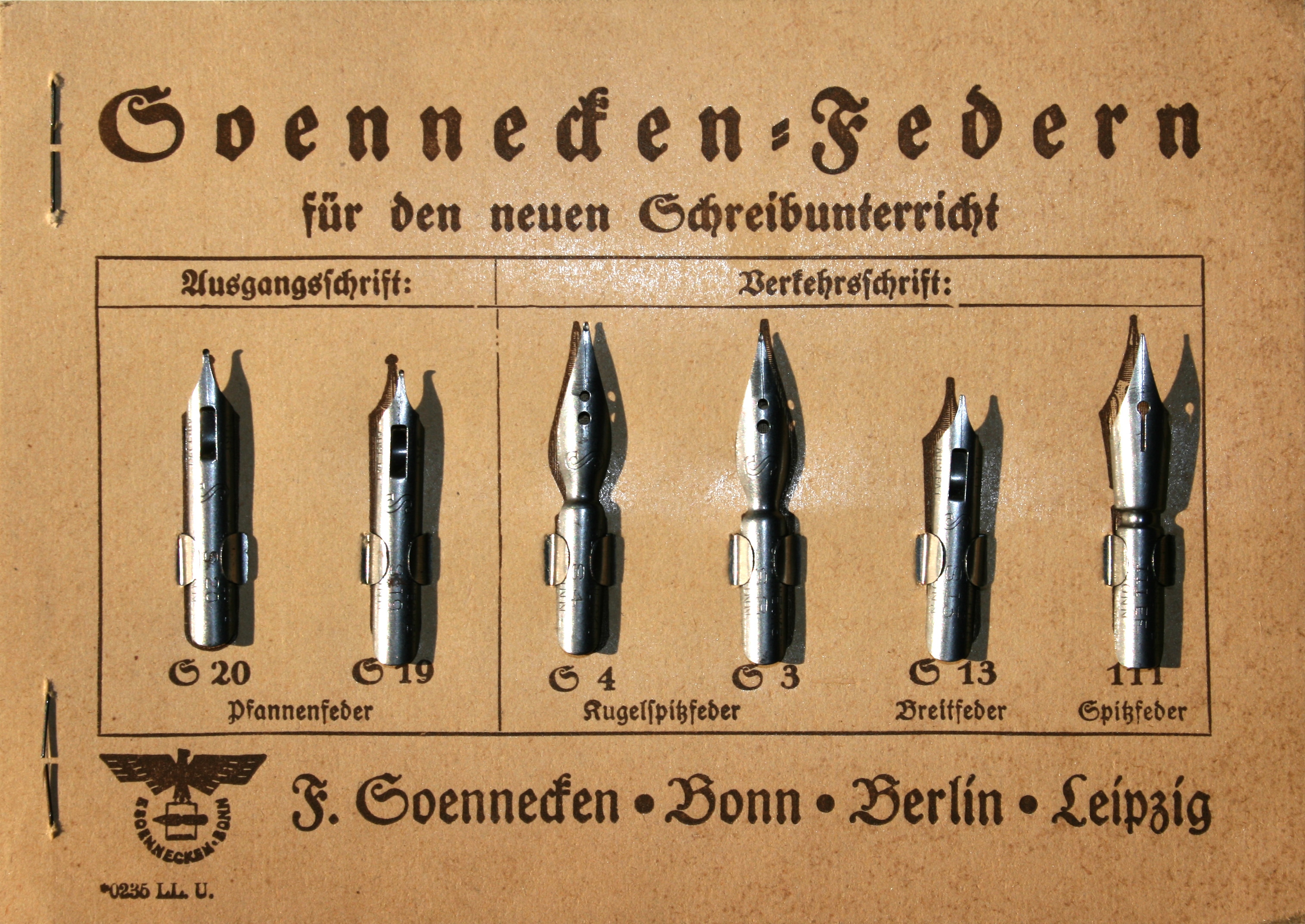
Schreibfedern-Warenprobe von Soennecken

Die Schreibfeder (auch Zeichenfeder oder Tuschefeder) ist ein Schreib- und Zeichengerät. Mit der Feder wird zumeist Tinte (auch Tusche) auf Papier, Pappe, Pergament, Stoff oder andere Beschreibstoffe aufgetragen. Die Feder wird zur besseren Handhabung von einem Federhalter gehalten.
Federn für unterschiedlichste Anwendungen und Zwecke werden unten erläutert und gezeigt.

## Geschichte

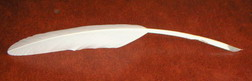
Federkiel

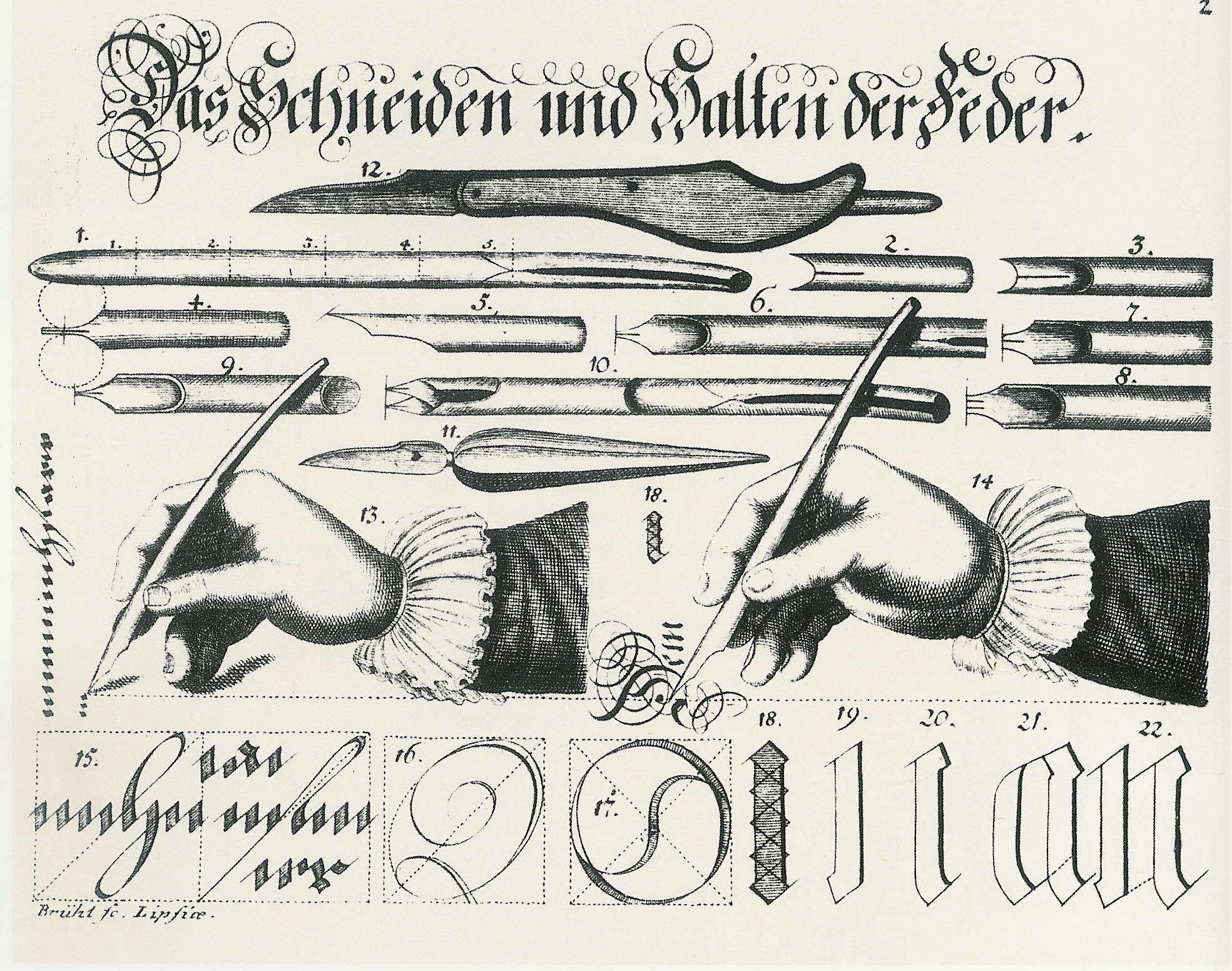
Johannes Stäps, Selbstlehrende Canzleymäßige Schreibe-Kunst, Leipzig 1784

Vogelfedern ersetzten in Europa seit dem 4. Jahrhundert n. Chr. zum Schreiben auf Pergament das Schilfrohr (calamus) als Schreibgerät. Dafür wurde der zugespitzte Mittelsteg einer Schwungfeder, meist von Gänsen, verwendet, der Federkiel. Er musste des Öfteren mit einem scharfen Federmesser kürzer geschnitten werden (daher heute noch die „kleine Klinge“ bei Taschenmessern). In anderen Kulturen, etwa für die hebräische und arabische Schrift, blieben dagegen Rohrfedern üblich, die zum Beispiel aus Schilfrohr geschnitten wurden. Mit der Erfindung der Feder aus Stahl verloren Vogelfedern und Rohr an Bedeutung. Lediglich Glas wurde gelegentlich verwendet (siehe unten Glasfeder).
Die erste stählerne Schreibfeder („Aachener Stahlfeder“) erfand 1748 der Aachener Bürgermeisterdiener Johannes Janssen, doch erst hundert Jahre später fand sie weitere Verbreitung. 1822 setzte die Massenproduktion von Stahlfedern in England ein. In der englischen Stahlfederproduktion wurden Schraubpressen benutzt, die denen ähnelten, die in der Knopfmacherei schon längere Zeit verwendet wurden. Mit diesen Stanzmaschinen konnten aus den möglichst dünn ausgewalzten Stahlbändern massenweise Stahlfedern (von einer Schnellpresse bis zu 28.000 pro Tag) ausgeschnitten werden. In den 1830er Jahren kamen die Stahlfedern in Hamburg auf, und 1842 wurden dort in den ersten Schulen die Federkiele abgeschafft. Im selben Jahr wurde Heintze & Blanckertz als erste deutsche Schreibfederfabrik gegründet; mit ihr begann die industrielle Fertigung der Schreibfedern in Deutschland.
Eine moderne Weiterentwicklung ist der Füllfederhalter, der Feder und Federhalter mitsamt einem Tintentank (befüllbar mit einer Kolbenmechanik) oder einer Tintenpatrone zu einem gemeinsamen Gerät vereint, sodass das Eintauchen in ein Farbmittel entfällt. Das Konstruktionsprinzip der Feder selbst ist dabei dasselbe, und bei hochqualitativen Füllfederhaltern lassen sich die Federn auch auswechseln; bei anderer Ware wäre es meist möglich, ist aber kaum üblich.

## Federn aus Metall

### Bandzugfeder

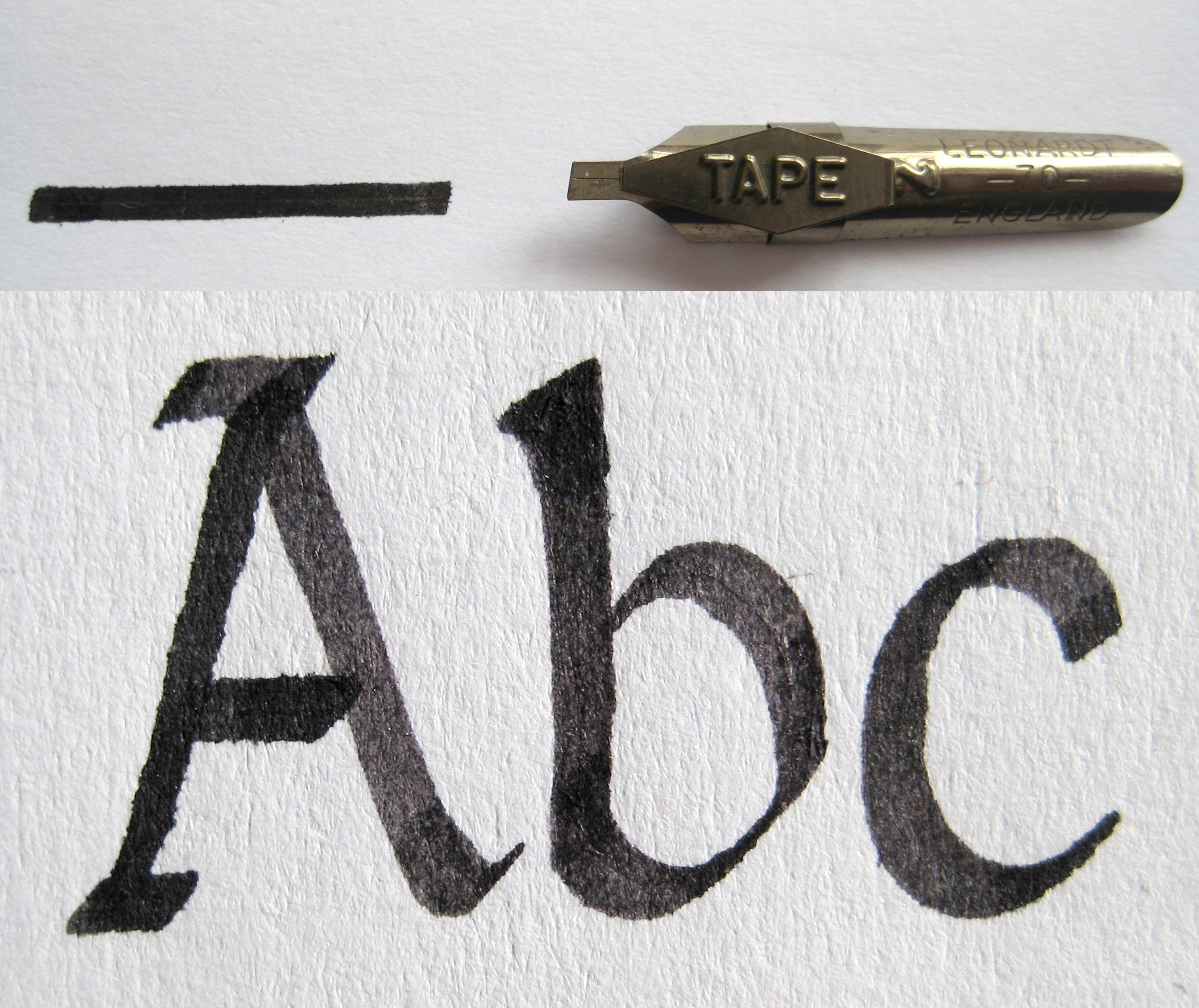
Bandzugfeder

Die Verwendung einer Bandzugfeder, auch Breitfeder oder Wechselzugfeder genannt, ermöglicht Schriften mit richtungsabhängigen Änderungen der Strichstärke. Die maximal mögliche Strichstärke entspricht dabei der Federbreite. Es gibt schräge und gerade Bandzugfedern, die abhängig vom Winkel des Federansatzes in Bezug auf die Schreibrichtung unterschiedliche Strichstärken ergeben.
Beispiele:
- Breitkantige zugeschnittene Federkiele
- Stählerne Breitfeder nach Blanckertz

Bandzugfedern wurden und werden typischerweise in der Kalligrafie verwendet.

### Spitzfeder

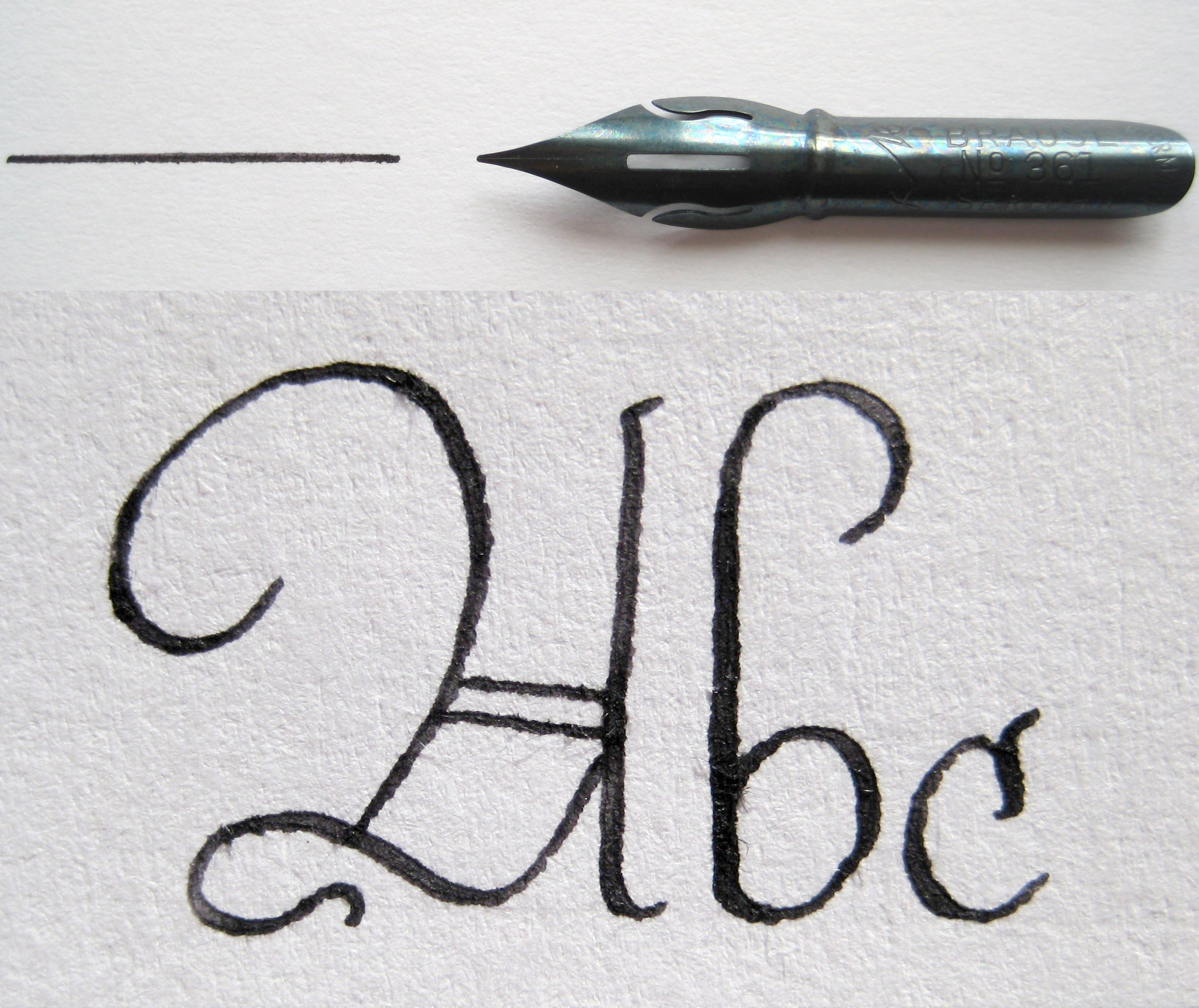
Spitzfeder

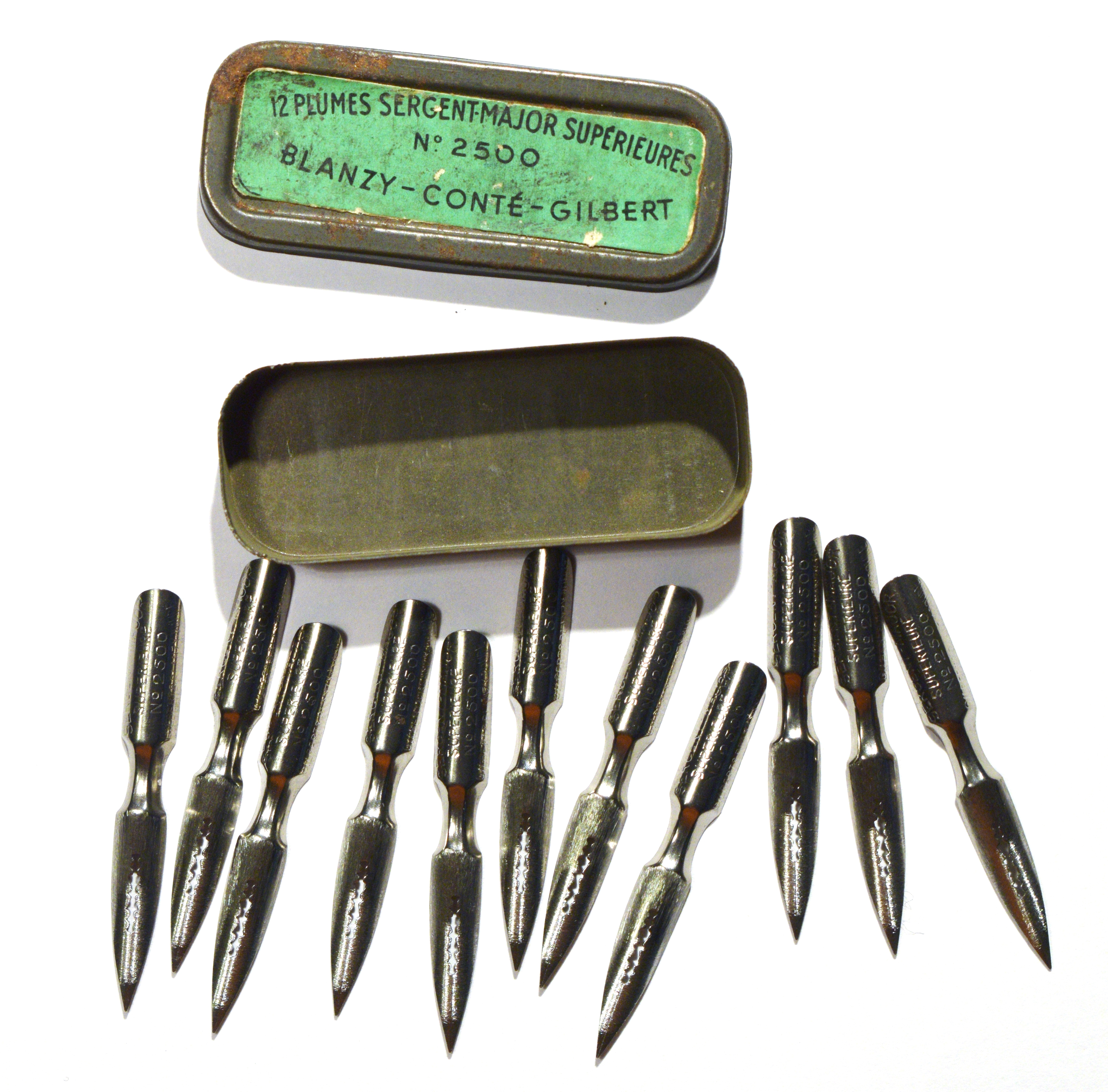
Spitzfedern von Gilbert Blanzy-Poure

Die Spitzfeder, auch Schwellzugfeder, ist eine Schreibfeder, die durch ihre Elastizität bei unterschiedlichem Schreibdruck ein Schriftbild mit an- und abschwellenden Linien, den so genannten Schwellzug, erzeugen kann.
Die stählerne Spitzfeder verbreitete sich von England aus, wo sie zum Schreiben der sogenannten englischen Schreibschrift (Anglaise) verwendet wurde, nach Deutschland. Das Schriftbild der deutschen Kurrentschrift wurde über Jahrhunderte von der Spitzfeder geprägt.
Die Spitzfeder hat nicht wie heute übliche Schreibfedern am Ende eine kleine Kugel, sondern verläuft in einer scharfen, längs geschlitzten Spitze. Diese Konstruktionsart erfordert eine besondere Schreibtechnik. Beim Ausführen eines Aufschwungs, d. h. beim Schieben der Feder nach oben darf nur ein sehr geringer Druck auf die Federspitze ausgeübt werden, da die Feder sonst im Papier stecken bleiben würde. Beim Abschwung, d. h. beim Ziehen der Feder nach unten, wird ein stärkerer Druck auf die Feder ausgeübt, wodurch sich die Federspitze aufspreizt und so mehr Tinte freigegeben wird. Dadurch entsteht beim Abschwung eine stärkere Linie als beim Aufschwung. Auch ist es wichtig, dass beim Schreiben mit der Spitzfeder der Federhalter im richtigen Winkel gehalten wird.
Spitzfedern gibt es nur für Federhalter ohne Tintenfüllsystem (Tintenpatronen oder Kolbenfüllfederhalter). Für Füllfederhalter sind sie heute nicht mehr erhältlich, da sie in der heutigen Zeit für den Alltagsgebrauch in der Regel nicht mehr üblich sind.

### Gleichzugfeder (Kugelspitzfeder)

Kugelspitzfeder

Die Erfindung der Gleichzugfeder, auch Linienzugfeder oder Kugelspitzfeder, durch Friedrich Soennecken ermöglichte die Entwicklung der heute verwendeten Schriften mit gleicher Strichbreite. Sie ist das Schreibwerkzeug, mit dem das Erlernen einer der heute üblichen Ausgangsschriften ermöglicht wird. Die Feder hat einen kugeligen Kopf und ist durch ihre Verwendung in der Schule die heute meistverwendete Schreibfeder. Sie setzte sich zusammen mit der auf sie abgestimmten Sütterlinschrift in den 1920er Jahren gegenüber den Spitzfedern durch. Die Schrift ist dadurch im Wesentlichen robust gegenüber unterschiedlichen Haltungen der Feder. Soennecken selbst entwickelte Rundschreibhefte, die das Erlernen erleichtern sollten. Durch diese Erfindung wurde der Bürogerätehersteller Soennecken weltberühmt.

### Schnurzugfeder (Redisfeder)

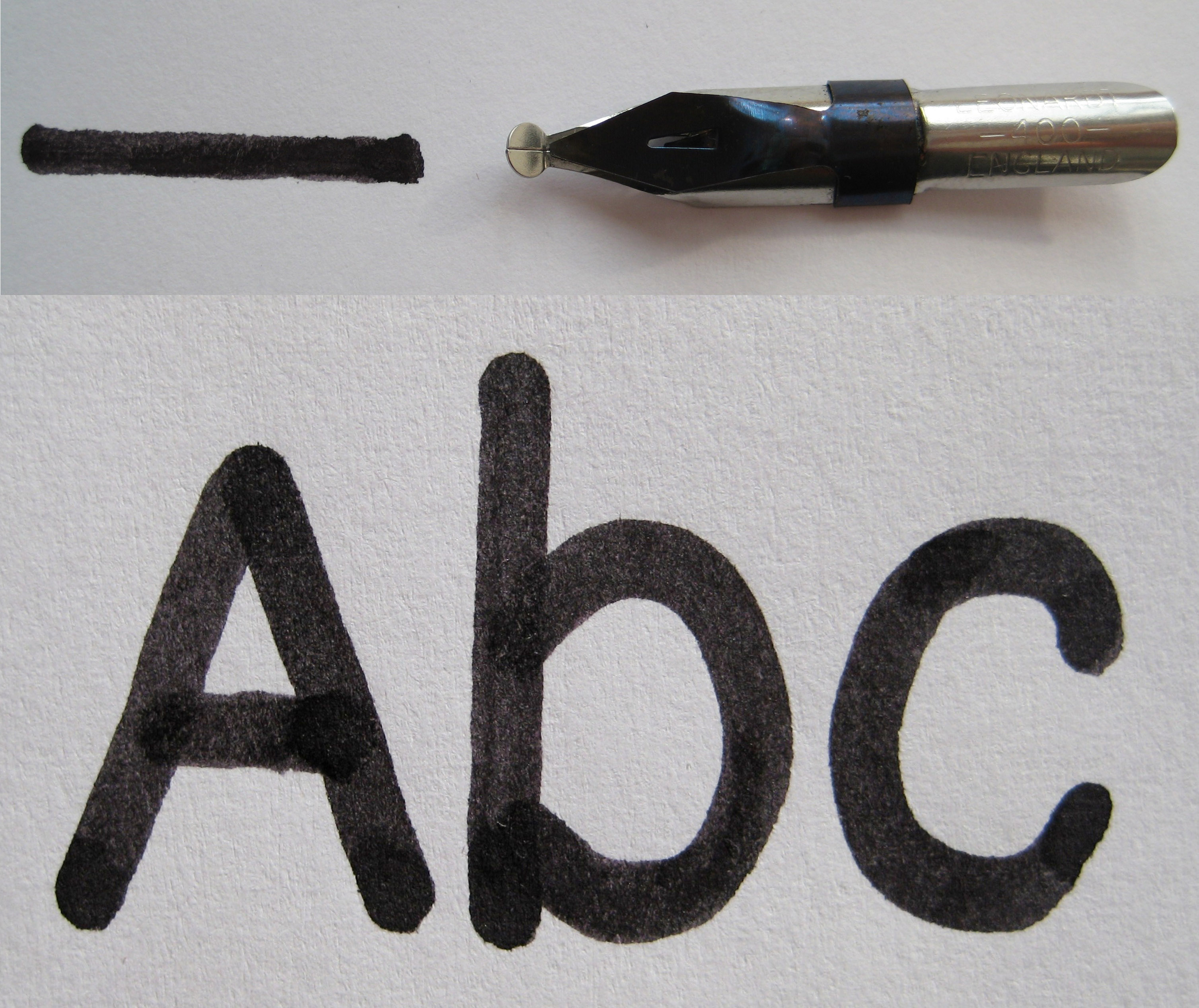
Redisfeder

Die Schnurzugfeder, auch Plattenfeder, Ornamentfeder oder Redisfeder genannt, hat eine um etwa 30° bis 45° versetzte Schreibplatte mit einem Durchmesser von 0,5 bis 5 mm. Normalerweise liegt diese beim Schreiben flach auf dem Papier und erzeugt so einen gleichmäßigen Strich. Die Schnurzugfeder eignet sich für Groteske oder technische Schriften. In der modernen Kalligraphie wird die Feder beim Schreiben aufgekantet, wodurch ein lebendiges Schriftbild mit unterschiedlichen Schriftstärken entsteht.

### Spaltfeder (Doppelstrichfeder)

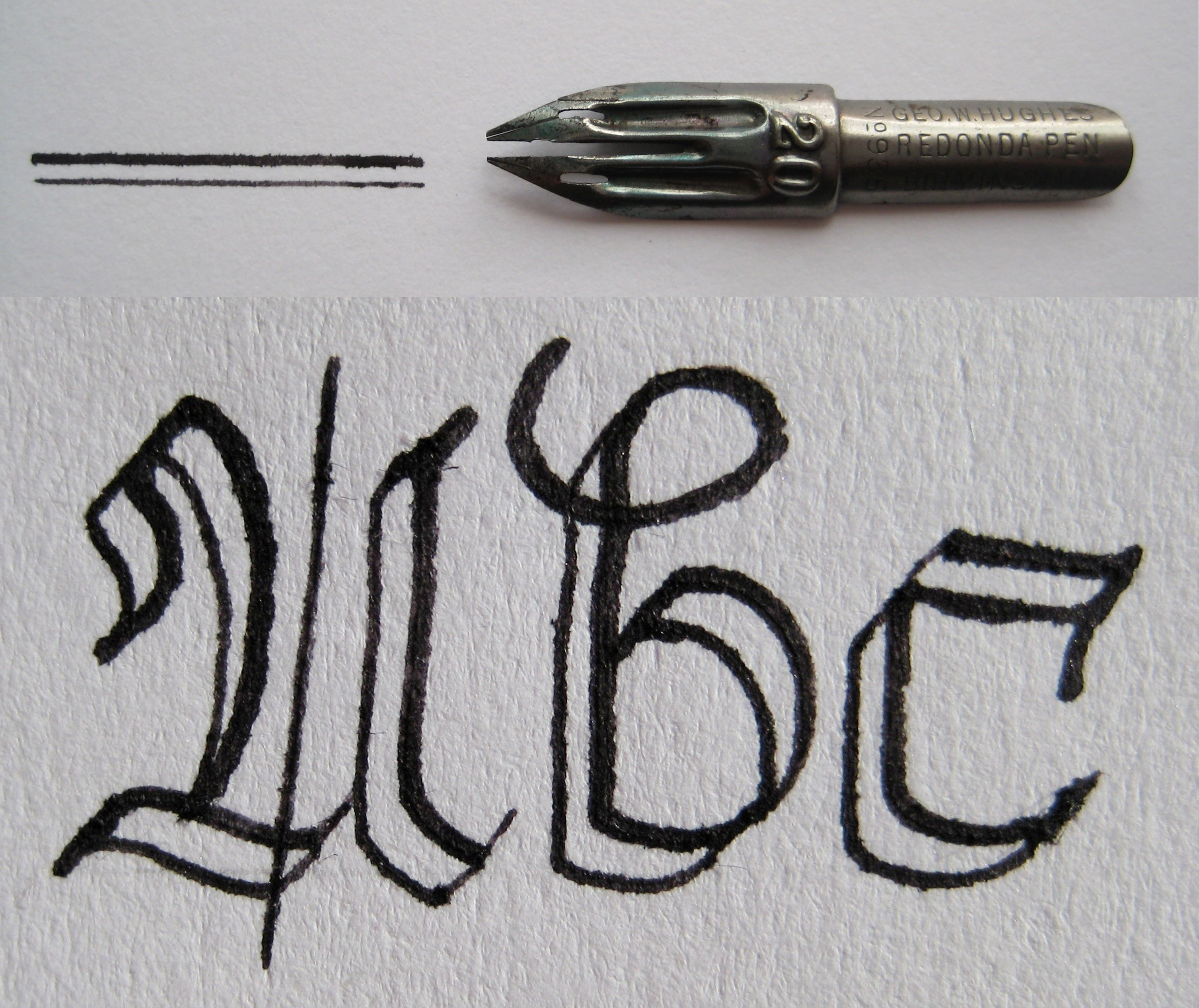
Doppelstrichfeder

Die Spaltfeder ist, wie ihr Name sagt, in der Mitte gespalten und erzeugt so zwei Striche, weshalb sie auch Doppelstrichfeder genannt wird. Die Striche haben, je nach Typ, die gleiche Breite oder sie sind unterschiedlich dick. Die Spaltfeder wird zum Schreiben von Zierschriften und Initialen verwendet. Letztere können von innen nachträglich verziert werden, da sie mit der Spaltfeder nur als Kontur gemalt werden.

### Notenfeder (Musikfeder)

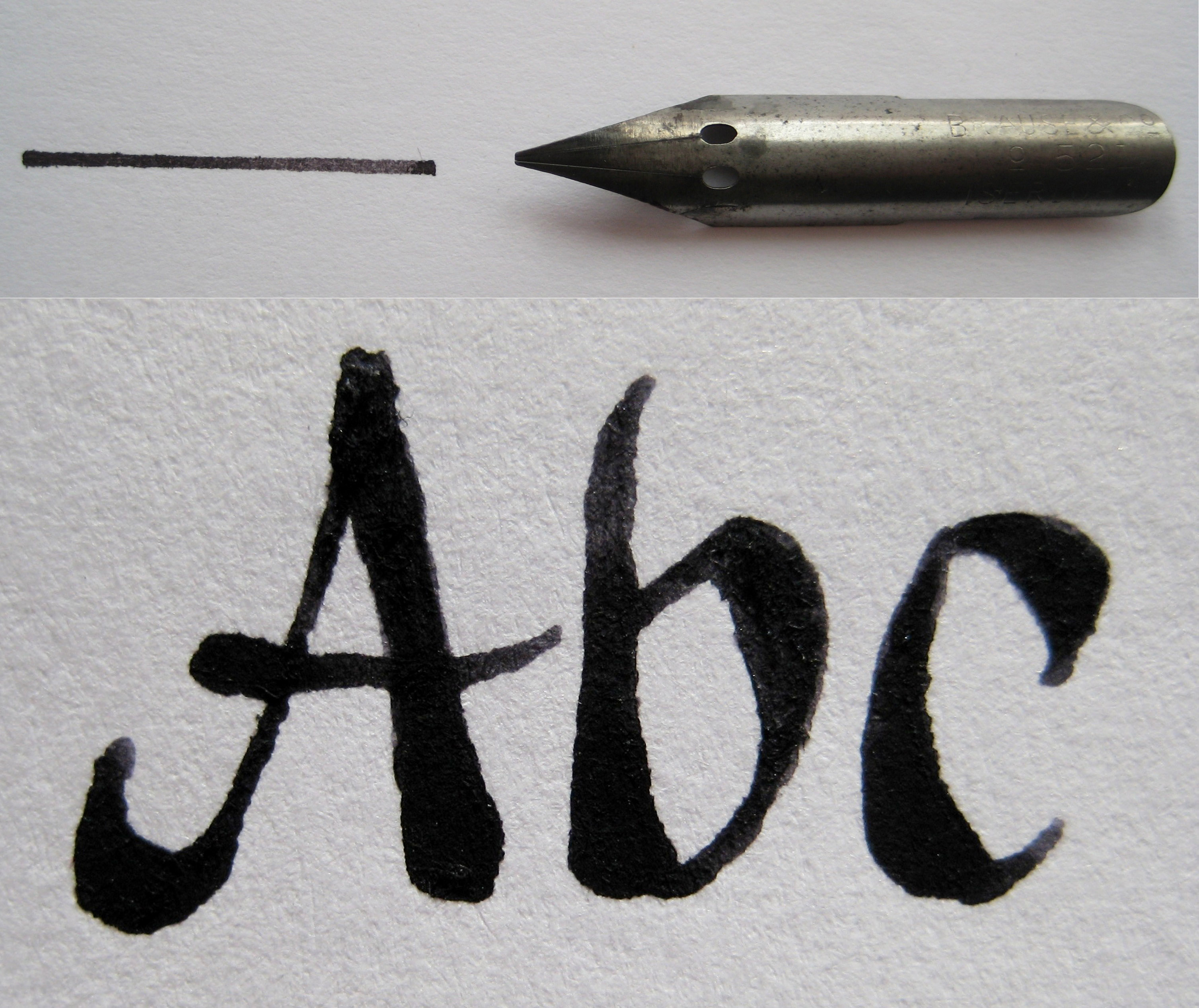
Notenfeder

Notenfedern sind eine spezielle Sorte Spitzfedern. Ihre Besonderheit ist, dass sie über zwei Federschlitze verfügt, was ihr eine hohe Elastizität verleiht; dadurch können mit ihr sowohl dicke Notenköpfe wie auch schlanke Notenhälse gezeichnet werden. Ihre Elastizität lässt das Schriftbild lebendiger wirken.

### Notenlinienfeder

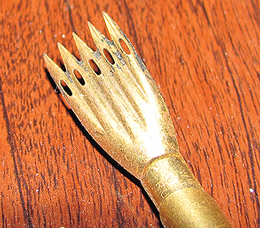
Notenlinienfeder

Die Notenlinienfeder (Rastralfeder) hat fünf kleine Spitzen, die auf einer Linie angeordnet sind. Man kann mit ihr sowohl Notenlinien ziehen als auch Verzierungen malen. Da die Spitzen alle sehr klein sind, fasst diese Feder allerdings nur wenig Tinte.

### Ellenbogenfeder

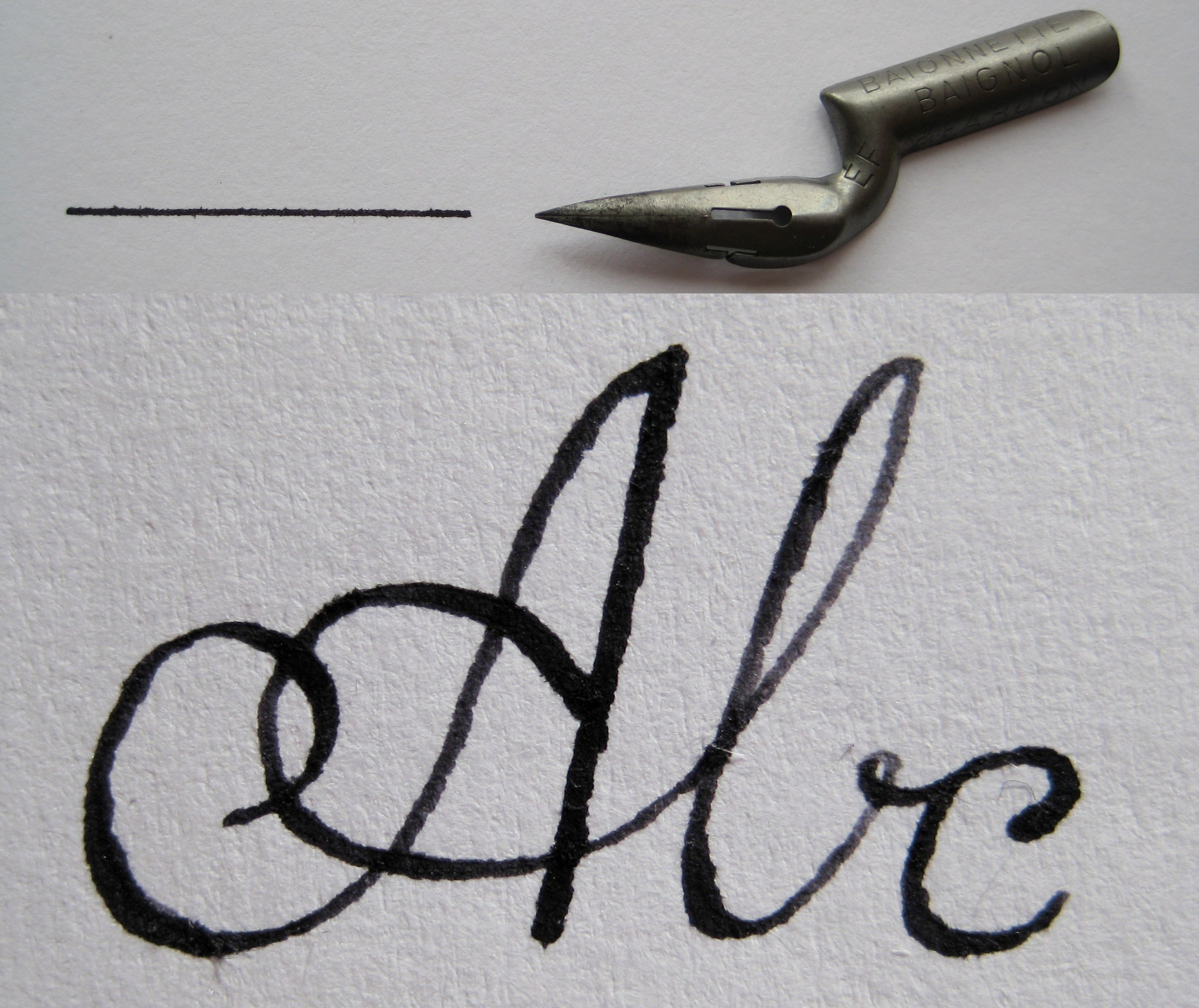
Ellenbogenfeder

Die Ellenbogenfeder ist eine Spitzfeder, deren unterer Teil nach links versetzt ist und deren Spitze in einem anderen Winkel auf den Zeichenträger trifft. Sie wurde konzipiert, um Schwierigkeiten beim Erreichen des korrekten Schreibwinkels beim Schreiben der Anglaise (Englische Schreibschrift) auszugleichen.

### Plakatfeder

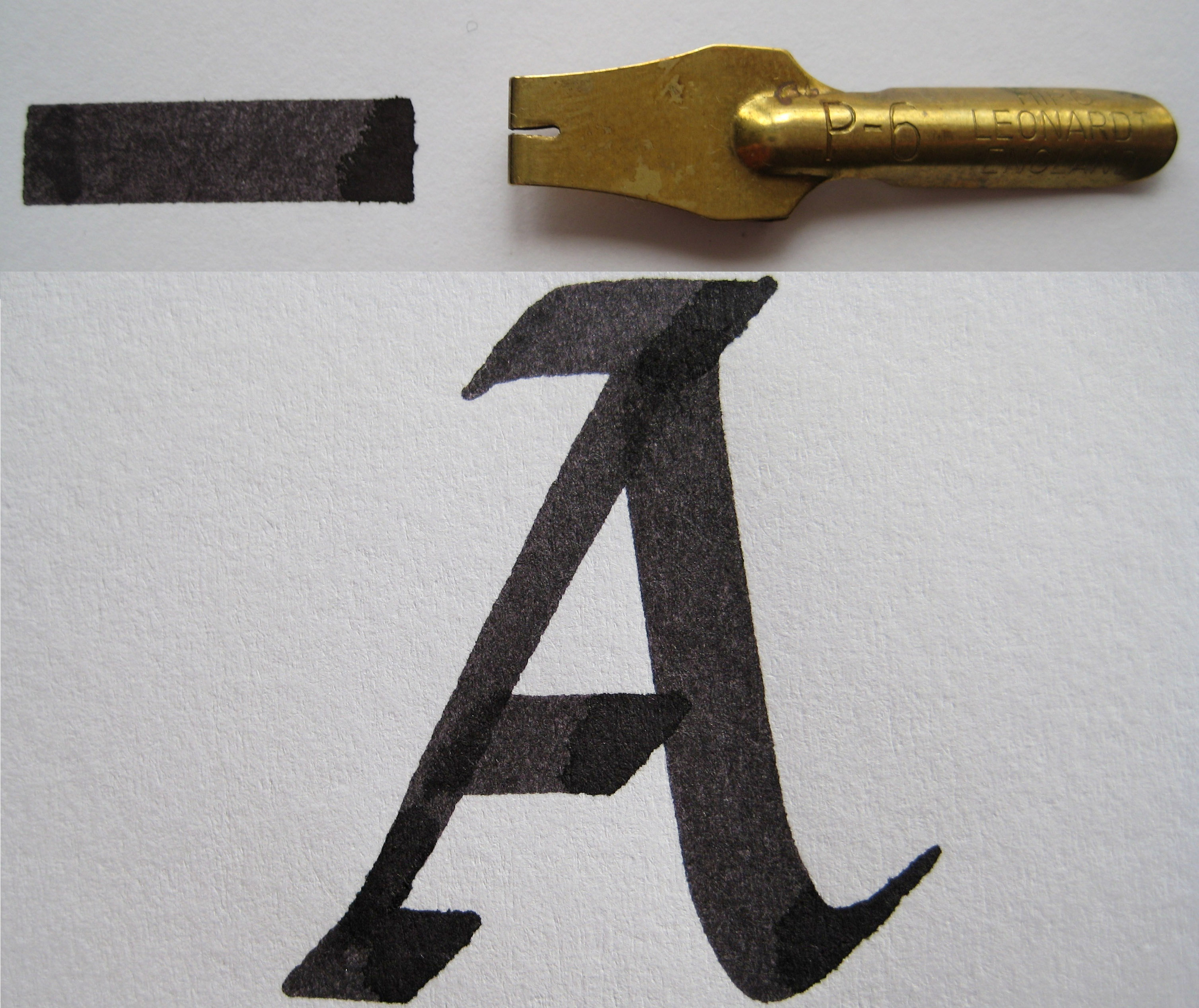
Plakatfeder

Plakatfedern haben dieselbe Funktion wie Bandzugfedern, nur sind sie wesentlich größer. Die meisten Plakatfedern haben ein integriertes Tintenreservoir, da sie beim Schreiben viel Tinte verbrauchen.

### Rechteckplattenfeder (eckige Redisfeder)

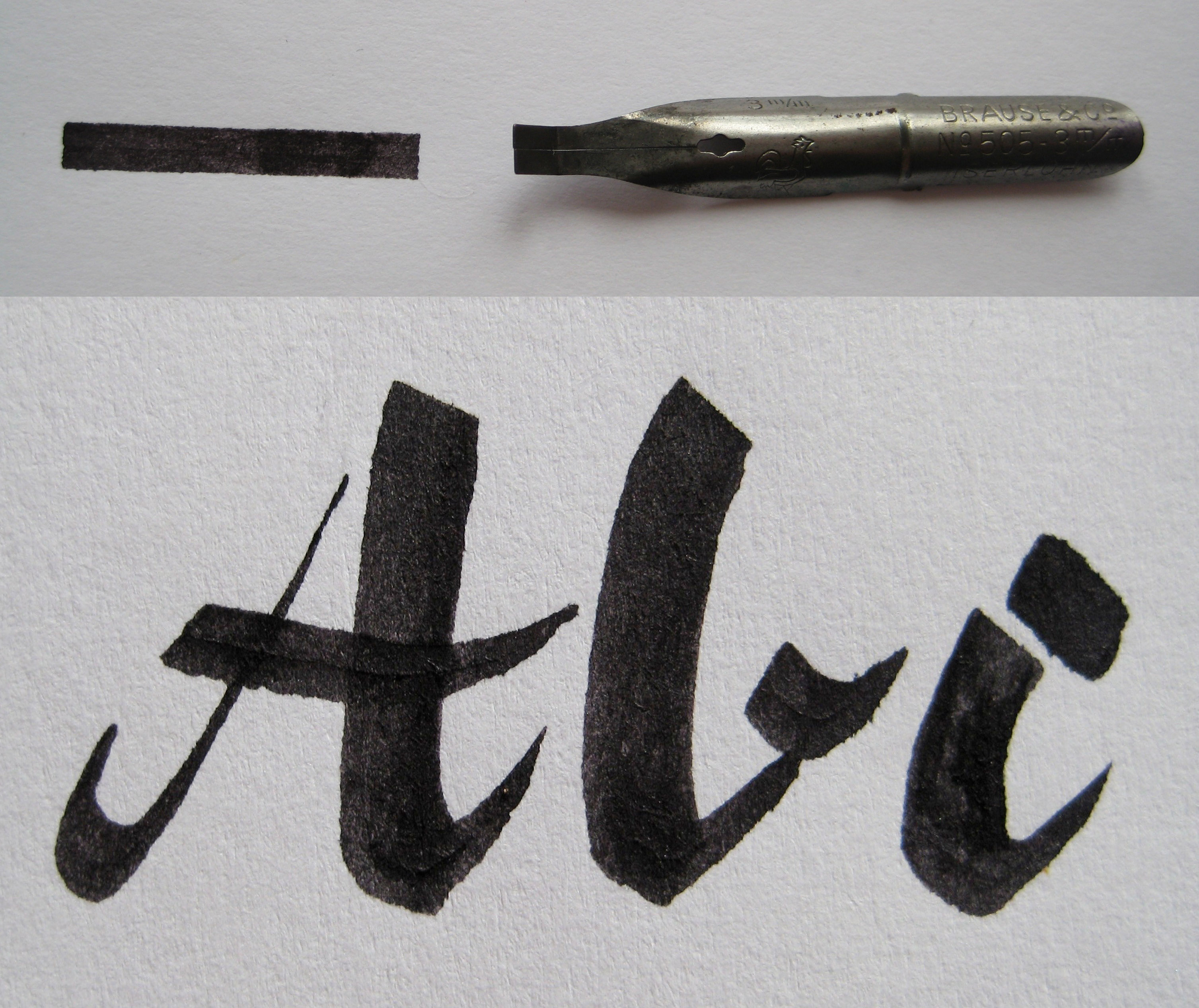
Rechteckplattenfeder

Die Rechteckplattenfeder, auch als Brause 505 bekannt, ist eine Erfindung des deutschen Kalligraphen Karlgeorg Hoefer. Sie hat eine um 90° versetzte Schreibplatte, genau wie die Redisfeder, jedoch ist die der Rechteckplattenfeder eckig. Durch Aufsetzen der gesamten Schreibplatte oder nur der Kante können verschiedene Strichstärken erzeugt werden. Der Duktus ist dem eines Pinsels ähnlich.

### Zieh- oder Reißfeder

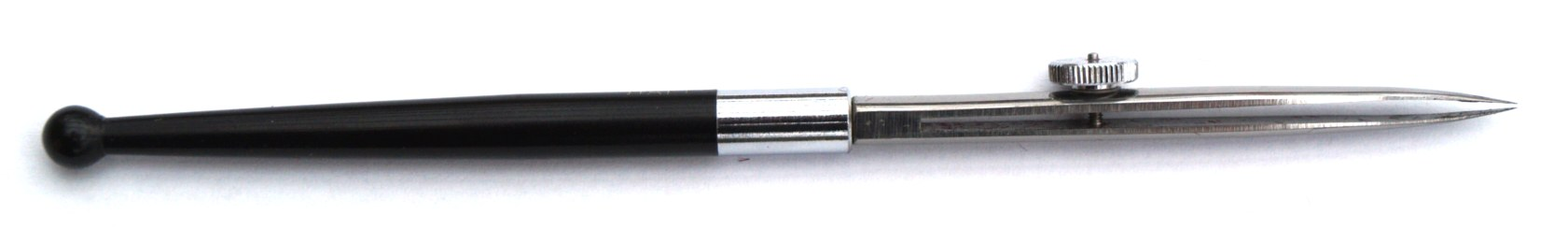
Zieh- oder Reißfeder

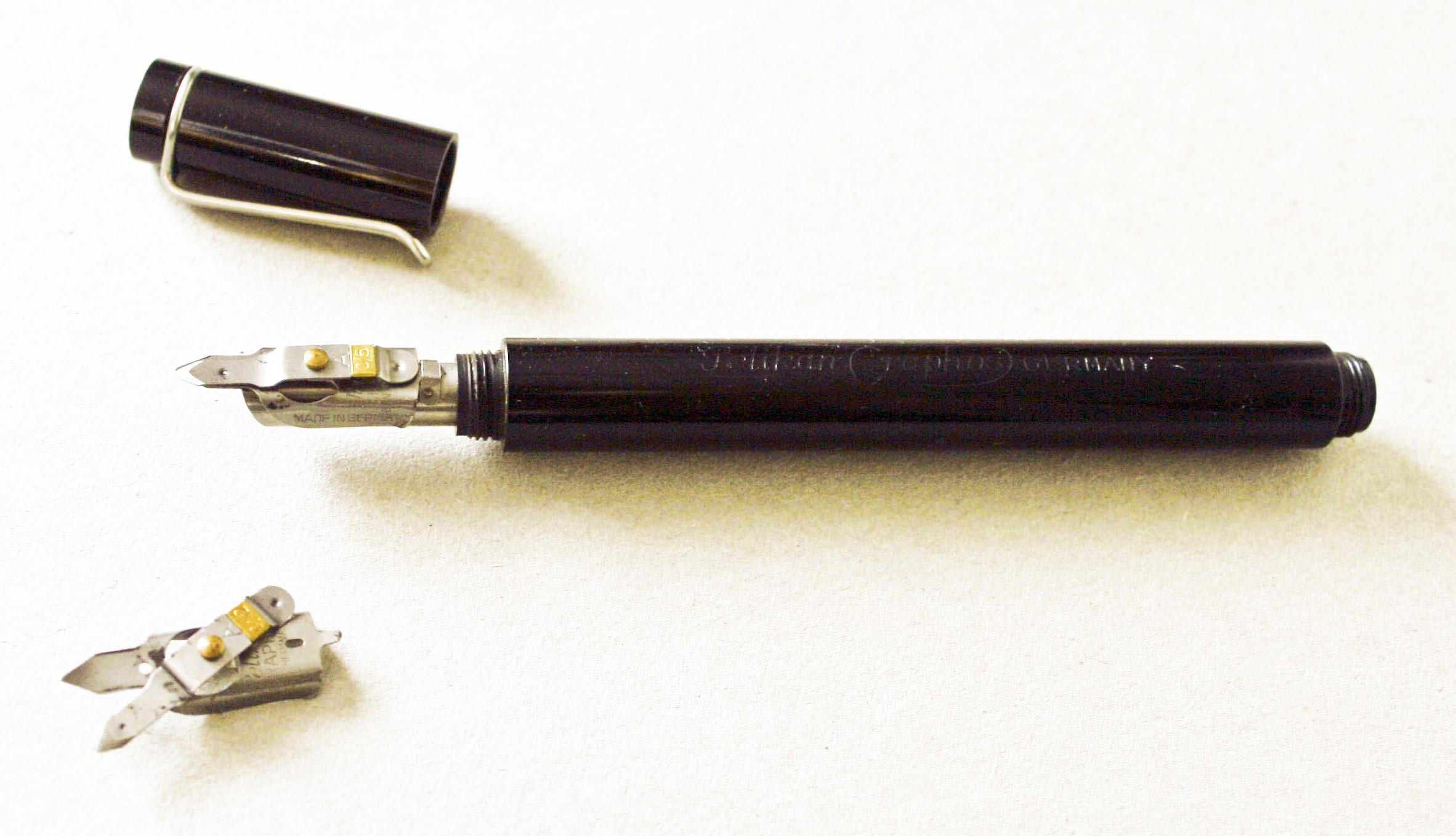
„Graphos“ mit Halter von Pelikan

Zieh- oder Reißfedern sind Federn, die für das Zeichnen von präzisen Linien in verschiedenen Stärken hauptsächlich bei technischen Zeichnungen, bei Reinzeichnungen und in der Kartografie verwendet werden. Sie bestehen aus einem schmalen Schaft aus Holz oder Metall („Stiel“) und einer fest montierten Spitze mit zwei sich gegenüberstehenden spitz-oval zulaufenden Metallstreifen (Schenkel, meist aus verchromtem Stahl oder Messing). Der Abstand der Schenkel zueinander kann durch eine Stellschraube stufenlos verändert werden. Ein bis zwei Tropfen Tinte oder Tusche werden – meist mit Hilfe eines feinen Haarpinsels – zwischen diesen Schenkeln eingefüllt. Der Abstand der Schenkelspitzen zueinander gibt die Strichstärke vor, die zwischen ca. 0,05 und 1,0 mm eingestellt werden kann. Die eingefüllten Tuschetropfen fließen durch ihre Oberflächenspannung erst aus der Ziehfeder, wenn deren Spitze auf den Zeichenuntergrund (meist festes Papier oder Karton) gesetzt wird. Ziehfedern werden meist von Hand an Linealen oder Reißschienen entlanggeführt, darüber hinaus gibt es spezielle Einsätze für den Gebrauch mit Zirkeln (statt Minenhalter). Für harte, abrasive Zeichenuntergründe (bestimmte Folien, Stein, Metall etc.) verwendet man Ziehfedern mit Schenkeln aus Hartmetall. Es gibt auch Ziehfedern mit unterschiedlich fest voreingestellten Strichstärken (zum Beispiel „Graphos“). Diese können zur Reinigung von den Tuscheresten aufgeklappt werden. Ziehfedern wurden weitgehend von den Tuschezeichnern in Stiftform verdrängt und werden nur noch selten verwendet, obwohl sie diesen gegenüber Vorteile haben: Sie ermöglichen variable Strichstärken ohne Wechsel des Zeichengeräts, die Reinigung der Federn ist einfach, und sie sind tolerant gegenüber allen Arten von Tuschen und Tinten – es besteht keine Verstopfungsgefahr.

## Glasfeder

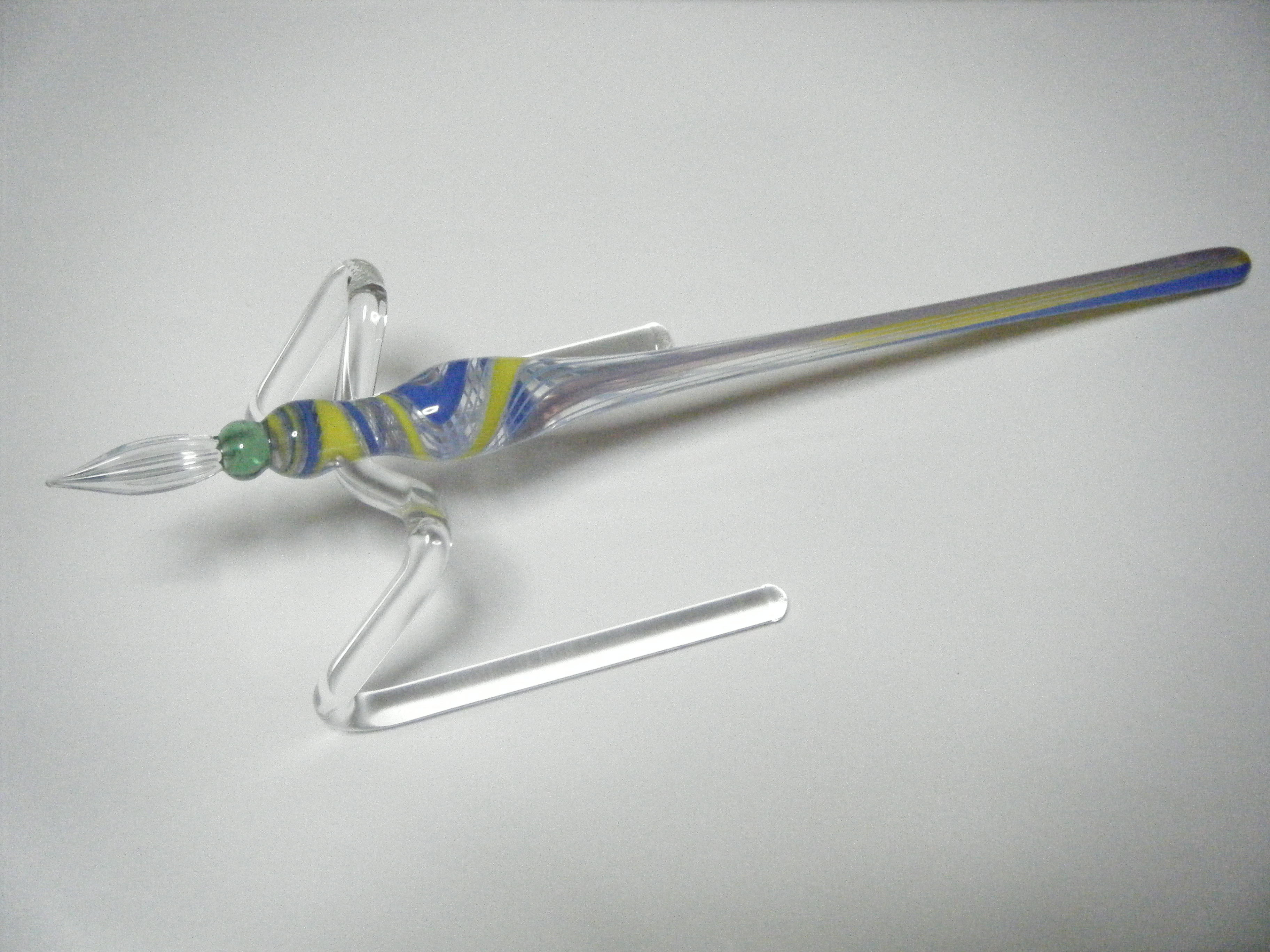
Glasfeder mit Halter

Von verschiedenen Herstellern gibt es auch Schreibfedern, die komplett aus Glas bestehen. Durch feine Rillen läuft die Tinte gleichmäßig in die Spitze. Ein einmaliges Eintauchen reicht, um etwa eine halbe Seite zu schreiben. Eventuell ist auch Schreiben mit Tintenarten möglich, die einen Füller verstopfen würden.
Glasfedern wurden in den 1930er Jahren in speziellen Füllfederhaltern eingesetzt, um mit Hilfe von Kohlepapier Durchschriften anfertigen zu können. Normale Füllhalter-Federn waren dafür zu elastisch – Glasfedern waren jedoch so steif, dass mit ihnen der notwendige Druck auf das Papier gebracht werden konnte. Beispiele für Füllhalter mit Glasfedern sind:
- Haro I, Haro II
- Montblanc „M.G. 400“[7]
- Kaweco „KoMio“[8]

Glas ist allerdings sehr bruchgefährdet, deswegen wurden Glasfedern als Ersatzteile meist in Fünfergebinden angeboten.